# باولو هارتونغ
باولو هارتونغ (بالبرتغالية: Paulo Hartung‏) هو اقتصادي وسياسي برازيلي، ولد في 21 أبريل 1957 في البرازيل. حزبياً، نشط في الحزب الاشتراكي البرازيلي (2001 – 2005) وحزب الحركة الديمقراطية ‏ (2005 – ). وقد انتخب governor of Espirito Santo ‏ وانتخب عضو مجلس النواب البرازيلي ‏ وانتخب عضو مجلس الشيوخ من البرازيل.